# Ташкент (пароход, 1870)
«Ташкент» — вооружённый пароход, входивший в состав Аральской флотилии Российской империи.

## Описание парохода
Пароход водоизмещением 86,5 тонны. Длина парохода составляла 39,93 метра, ширина — 4,88 метра, а осадка от 0,61 до 0,84 метра. На судне была установлена паровая машина мощностью 35 номинальных лошадиных сил. Вооружение парохода состояло из одного 10-фунтового медного бескаморного единорога «новой конструкции», установленного на американском станке.

## История службы
Пароход «Ташкент» был построен в 1870 году на Воткинском заводе. В 1872 году был доставлен в бассейн реки Сырдарья, где вошёл в состав Аральской флотилии.
Несмотря на то, что пароход был построен специально для использования в мелководном притоке Сырдарьи Джамандарье, фактически осадка судна была не меньше, чем у ранее построенного парохода «Сырдарья». Мощность паровой машины «Ташкента» также была малой, поэтому и рейсы этого парохода на реке оказались незначительными.
По одним данным пароход «Ташкент» был исключён из списков судов флота в 1883 году, по другим в кампании 1885 и 1886 годов совместно с баржей  №8 совершал плавания по Аральскому мору, Амударье и Сырдарье.

## Командиры парохода
Командирами парохода «Ташкент» в разное время служили:
- капитан 2-го ранга В. И. Брюхов (1885—1886 годы)[5].